# Немков, Иван Фёдорович
Иван Фёдорович Немков (1917—1970) — участник Великой Отечественной войны, старшина роты (307-й гвардейский стрелковый полк, 110-я гвардейская стрелковая дивизия, 37-я армия, Степной фронт), гвардии старшина, Герой Советского Союза (1944).

## Биография
Родился 26 мая 1917 года в деревне Курганчики, ныне Курагинского района Красноярского края, в семье крестьянина. По национальности русский. После окончания начальной школы работал плотником в колхозе.
В 1936 году был призван в Красную Армию и отправлен для несения службы в пограничные районы на Дальнем Востоке. С началом войны был переброшен в районы боевых действий. С 1941 года служил поваром в роте. Отличался умением выбирать и тщательно маскировать место для своей кухни. Отличился в боях на территории Кировоградской области осенью 1943 года.
7 октября 1943 года в районе села Куцеволовка (Онуфриевский район Кировоградская область) гвардии старшина Иван Немков во время приготовления пищи подвергся контратаке со стороны противника. В село неожиданно ворвались фашисты. Приняв бой, гранатами уничтожил пять гитлеровцев, пытавшихся его окружить. Следующих трёх фашистов скосил длинной очередью из автомата. Патроны были на исходе, в этом момент он увидел на подходе ещё десятка два фашистов. По-пластунски подобрался к убитым им немцам и взял ручной пулемёт с полным диском патронов и до подхода гвардейцев сдерживал врага. В боях лично уничтожил до 20 гитлеровцев.
Указом Президиума Верховного Совета СССР «О присвоении звания Героя Советского Союза генералам, офицерскому, сержантскому и рядовому составу Красной Армии» от 22 февраля 1944 года за «образцовое выполнение боевых заданий командования при форсировании реки Днепр, развитие боевых успехов на правом берегу реки и проявленные при этом отвагу и геройство» удостоен звания Героя Советского Союза с вручением ордена Ленина и медали «Золотая Звезда» (№ 3350). 
Награждён медалями.
После войны был демобилизован. В 1953 году вступил в КПСС. Жил и работал в городе Таштагол, затем переехал в город Новокузнецк Кемеровской области. Скончался 7 октября 1970 года.